# 电视剧《亲爱的，热爱的》地图事件
电视剧《亲爱的，热爱的》地图事件是2019年7月底、8月初发生的一起网络事件，由中国大陆民众的反台独情绪引发。7月31日，网络爆光电视剧《亲爱的，热爱的》第39集使用一张涉及臺灣問題的局部世界地图，引发中国大陆舆论争议，认为是导演瞿友寧借此地图表达支持“台灣獨立運動”的政治立场。8月1日，瞿友宁两度否认故意使用存在主权争议的地图，但未平息舆论。大陆官方媒体除点名批评外，更称有挑战中華人民共和國国家主权之嫌。之后中华人民共和国中央政府自然资源部出面处理，事件被定性为电视剧制作方使用错误地图，事态平息。
8月19日，上海市人民政府上海市规划和自然资源管理局在官网公布处罚结果，该剧制作方上海剧酷文化传播有限公司于8月12日被责令改正并罚款人民币10万元。但这一处罚未被公众知晓。10月21日，处罚结果爆光。舆论认为处罚过轻，无惩戒警示效果。

## 背景

### 吃饭砸锅与反台独情绪
两岸三地虽为相似的中华文化，但在两岸分治、香港高度自治的现实背景下，三地民众之间的政治、文化理念，以及国家认同有巨大差异。在21世纪网络时代，以认同中国统一的中国大陆为一方，它与台湾、香港民间的对立情绪不断加深，相互的好感和尊重在减退。在台湾、香港普遍存在反中（反陆）情绪的状况，及中国大陆民间的反台（台独）、反港（港独）情绪。中国大陆虽实行威权统治，但官方并不能完全压制大陆民意中的敌意。另一方面，中国大陆由于经济体量庞大，是为华人世界中最大的单一文化产业市场。台湾、香港人士在中国大陆就业亦为常见。而由政治立场的异同，一些港台人士及相关组织，即被舆论定性为“吃大陆的饭、砸大陆的锅”。
从2014年香港占中运动到2019年的反送中运动，中国大陆网友对香港各项政治运动多持负面评价，对大陆官方处理则是支持态度。大陆官方被认为在2010年后，对政治立场有异的香港文化人进行封杀。中国大陆民间舆论则显示了对此类人士更为强烈的抵触，杜汶泽、张敬轩即被大陆民间普遍抵制，视为“吃饭砸锅”的典型。
2014年，台湾发生反服貿運動。对于参与、支持反服贸的台湾艺人，中国大陆民间舆论多定性为“台独”，参见：對於太陽花學運的外界反應。2016年6月，电影《沒有別的愛》杀青，随即引发舆论对男主角戴立忍反服贸、支持“台独”身份的质疑。片方和剧组试图压制舆论，但未成功。剧组虽在不久后更换戴立忍，但至2019年，电影仍未上映。
2019年2月19日，台湾游戏开发团队制作的《还愿》遊戲开始发行，随即成为热门游戏。但发行后数日，即被中国大陆玩家发现，制作者在游戏中隐蔽地表达了对中国大陆领导人及民众的侮辱。制作者此举，引发大陆玩家集体反感与声讨，不久，游戏下线，大陆发行商亦受牵连，而被上海市的相关部门处罚。

### 中国境内的“地图问题”
在中国境内使用地图涉及一系法律、法规，自然资源部是最高管理机构。中国内地每年被定性为错误地图的地图数量极为庞大。仅在2017年一年，全国下架、查封、收缴“问题地图”产品30.7万件，立案查处违法违规案件330件。有29家“世界500强”企业因为地图问题被自然资源部勒令整改。热门影视剧使用“问题地图”亦非罕见。2019年热门电影《流浪地球》发布预告片，被发现使用涉及主权争议的地图后，片方直接删除预告片，在新版预告片中，则更换了地图。

## 事发之前

### 被大陆网友抵制数年的“台独”导演
瞿友宁是台湾知名导演，执导过多部偶像剧。他因2014年支持反服貿運動、“不愿意沦为中国片商眼中的台劳”等一系列事件，而被中国大陆网友定性为台独人士。2017年后，瞿友宁参与中国大陆多部电视剧（网剧）的制作，被视为一边支持“台独”，一边赚大陆钱的人士，遭遇到中国大陆网友不断的抵制和举报。
2017年，他担任剧本总策划的电视剧《特化师》在深圳卫视首播，播出数集后下档。当时，对于网友抵制和“台独”指控，他表示是此前言论被移花接木和误解，自己认同“九二共识”。2018年3月，其执导《動物系戀人啊》在搜狐视频播出前被抵制。29日，环球网报道此事后。3月30日，瞿友宁向环球网发送个人声明，试图澄清其并非“台独”，他表示：“我不是‘台独’分子，没有‘台独’思想，也从来没有支持过‘台独’活动。小时候在台湾的教育，就教说我们是中国人，这是我从小到大仍深植的想法，所以我没有想过任何‘台独’的问题。”

### 多次推迟播出、更换剧名、隐匿导演
在片方相关公司公布的2018年上半年度报告中，《亲爱的，热爱的》使用的剧名为原著名——《蜜汁炖鱿鱼》，导演瞿友宁，主演杨紫、李现。拍摄结束后的2018年10月，爱奇艺表示《蜜汁炖鱿鱼》将在75天后（即2019年1月1日）开播，实际未按时播出。
2019年1月起，《蜜汁炖鱿鱼》和瞿友宁受到中国大陆网友抵制，剧组被实名举报——「堅持任用台獨導演並魚目混珠企圖逃避審查」。3月，网络舆论再度爆出瞿友宁的“台独”争议，出现剧集因瞿友宁“台独”被封禁，故未能在3月25日开播的说法。女主角杨紫在开拍前知晓瞿友宁为“台独”的观点业已出现。瞿友宁表示，3月25日并非开播时间，他亦没有被广电总局“封杀”。而对导演标注改为项旭晶一事，他表示，只是想要低调默默做事，才没有挂名，但承认确实有参与其中。29日，瞿友宁在台北出席金穗奖颁奖典礼时，接受记者采访，他表示“被爆台独”有与《蜜汁炖鱿鱼》“製作方聯繫，目前一切正常，但也承認合作之前都會互相了解「立場」”，对被匿名一事，“當初想低調取個藝名好了，但審批還是用我自己本名。”
6月5日，已改名为《亲爱的，热爱的》的《蜜汁炖鱿鱼》正式确定于7月9日开播。7月9日，电视剧如期在浙江卫视、东方卫视、爱奇艺、腾讯视频同步播出。是为，当年热门剧集。播出时片尾标注导演为李青蓉和项旭晶。

## 事件经过

《亲爱的，热爱的》中被中国大陆政府和网友認為是错误的地图（经网友加注）

### 7月31日
7月31日，电视剧播出大结局。当日，网友发现第39集使用的局部世界地图涉及与中国相关的多处领土争议，随即引发舆论关注。第39集中，这张地图播放时长约19秒。与中国相关的争议点，共有台湾岛、海南岛、阿克赛钦、藏南地区四处。图中各国以不同的蓝色系填充、区分，涉及台湾问题的台湾岛和海南岛标注色与中国大陆（中国）不同。中国与印度之间存在主权纠纷的阿克赛钦、藏南地区则被划为印度领土。此外，俄罗斯库页岛、新地岛、克里米亚等处标示亦涉及主权争议。舆论将矛头指向已被多年举报“台独”的导演瞿友宁，认为是他“移花接木”，质疑他和剧组“怎么敢在地图上动手脚”。
除瞿友宁的台独问题外，亦有女主角“杨紫支持台独”的舆论观点。

### 8月1日
网络舆论发酵后，8月1日上午，爱奇艺、腾讯视频删除地图相关片段。YouTube更将第39集整集删除。10点30分，网络平台将删除片段重新上线。地图中的海南岛、台湾岛被重新着色，与中国大陆统一。但藏南地区的错误被保留。当日，爱奇艺、腾讯视频再度删除地图片段。
上午10点33分，《人民日报》微博帐号发布一篇中国地图正确打开方式的博文，涉及此事。两分钟后，男主演李现发微博称“祖国是我们至高的捍卫，一点都不能少”，疑似回应此事。此后，央视、观察者网等几家媒体相继发微博，均与地图事件相关，但行文未触及电视剧相关。仅观察者网提及《亲爱的，热爱的》的剧名，而不涉及导演瞿友宁是否是台独的问题。
女主角杨紫及导演瞿友宁相继在微博对事件发表态度。上午杨紫工作室的微博帐号——@小猴紫日志发布声明，称杨紫本人及团队始终坚持一个中国原则，坚决维护祖国统一；并称有网络用户散布“杨紫支持台独”的不实言论，希望广大网友辩清事实，不信谣不传谣。杨紫在11点24分转发，并配文：国家主权统一和领土完整不容侵犯，中国，一点都不能少！杨紫工作室的声明未能平息舆论，被认为“避重就轻”。人民网认为原因在于“中国地图是中国国家主权和领土完整的象征，破坏中国地图就是挑战国家主权，破坏领土完整”、“事关底线，绝不能忍”在当日，工作室声明即被删除。杨紫个人微博置顶博文为2018年11月所发“我爱我的祖国 我爱我的家乡”。上午11点27分，瞿友宁回应“我从来没有见过这地图，从来没有，昨晚还是第一次见到，我不能也不会做这样的地图，我不是TD（“台独”），中国地图本来就不会是长这样，要打要骂真的找错人了。”
当日，导演瞿友宁在接受环球网采访时，再度表示自己没有看过涉事地图，“不会做这种不大气的事情”，他重申自己支持一个中国的立场，“希望两岸更有爱地交流”。
下午15点31分，《人民日报》在微信公众号、微博发文《不容在中国地图上做文章》，将矛头直接指向剧组，称：“热播剧《亲爱的，热爱的》中国地图残缺，究竟是无心之失还是有意为之？谜底终会揭晓。事关大是大非，不可不谨慎，不可夹带私货，更不可以演戏之名行演绎之实。谁在原则问题上试探和耍小聪明，谁就会翻车无疑，因为：#中国一点都不能少#！”人民网则在微博中，称：“中国地图是中国国家主权和领土完整的象征，破坏中国地图就是挑战国家主权，破坏领土完整。两大上星卫视的热播剧《亲爱的热爱的》，中国地图不完整，是审核不严，是把关失职。工作室的一纸声明似乎没能平息众怒，因为，事关底线，绝不能忍。”
至17时35分时，微信公众号、微博上的《不容在中国地图上做文章》一文均已被删除。微信公众号显示是《人民日报》编辑自行删除。对于删除原因，编辑在微博以“委屈”的表情回应。编辑非自愿删除的表态，更推动舆论热议。或认为这是官方媒体不愿舆论失控而删除，或认为片方背景强大，可压制官方媒体。
晚间19点43分，《人民日报》在微博报道，记者已从自然资源部获得消息，自然资源部已介入，正核查处理问题地图。中国历史研究院帐号转发微博，表示“心疼人民日报，去自然资源部搬救兵了”。当日，自然资源部在官网登载内容相近的要闻播报，证实已经介入调查。

### 8月12日的处罚
8月12日，上海市人民政府下属的规划和自然资源局对该剧制作方上海剧酷文化传播有限公司未经审核擅自登载不符合国家规定的地图，发出第2120190022号处罚决定书。决定书指，制作方违反了《中华人民共和国测绘法》第三十八条第一款以及《地图管理条例》第十五条第二款、第二十四条第一款的规定。上海规划和自然资源局依据《中华人民共和国测绘法》第六十二条以及《地图管理条例》第四十九条，做出两项处罚：责令改正登载不符合国家规定地图的行为，处罚款人民币拾万圆整。上海市规划和自然资源局官方网站于8月19日，在官网曝光台栏目公布了这一处罚结果。但公众对这一处罚结果并不知情。

### 10月21日处罚结果曝光
10月21日，地图事件处罚结果曝光，当晚成为新浪微博热搜第一名。舆论认为对剧方处罚过轻。根据《地图管理条例》第四十九条的规定，处罚金额已是此条法律允许的最大处罚金额。
21日23时许，《人民日报》客户端发表评论文，认为：任何人、任何企业在中国地图上做文章、犯错误，都应受到依法处罚和舆论谴责。回过头看《亲爱的，热爱的》中的地图硬伤，涉事企业犯了低级错误，但不必一棍子打死，也不必殃及剧中演员。毕竟，一定程度上说他们也是受害者。中国是一个开放而包容的社会，依法处罚的同时，也会给犯错者改错的机会。有评论指出，过轻处罚可能无惩戒警示效果。对于《人民日报》的观点，则反驳道：过于宽容的处罚很难让人认识到错误的严重性，知错不改。

## 相关评论
- 《中国青年报》的作者认为，片方无“主观故意”使用“问题地图”的可能，亦违背创作初衷[9]。
- 多维新闻网站的作者认为，事件焦点是“大陆人反台独，更反吃饭砸锅”，纠结地图错误，模糊了争议焦点。大陆民众“面对有人一边拿一边又在骂，面对北京一再让，一再被辱”，其对台情绪早已改变。中国大陆政府对台的姑息与迁就，并不能弥合两岸民众的关系，将来，更无力管控大陆民众高涨的反台独情绪[8]。

## 备注
1. ↑  环球网报道[12]中，仅称他“认同“‘九二共识’”。具体是支持中国大陆主张的一个中国，还是台湾方面主张的一中各表，无从得知。
2. 1 2  项旭晶为本剧制片人[14][15]。
3. ↑  李青蓉为台湾籍女导演，与瞿友宁有多次合作。2005年，瞿友宁执导《恶作剧之吻》时，她任副导演。2017年，两人共同导演了电视剧《花甲男孩轉大人》。
4. ↑  中国历史研究院是隶属中国社会科学院的研究机构。中国社会科学院本身是正部级国务院直属事业单位。